# كأس الجامعة التونسية للكرة الطائرة للسيدات 2023–24
كأس الجامعة التونسية للكرة الطائرة للسيدات 2023–24 هو الموسم رقم 3 من كأس الجامعة التونسية للكرة الطائرة للسيدات، وتشرف على تنظيمها الجامعة التونسية للكرة الطائرة.

## روابط خارجية
- الموقع الرسمي للجامعة التونسية للكرة الطائرة.